# La Bergère d'Ivry
La Bergère d'Ivry is een Franse dramafilm uit 1913 onder regie van Maurice Tourneur. Destijds werd de film in Nederland uitgebracht onder de titel De herderin van Ivry.

## Verhaal
De pleegmoeder van een Frans herderinnetje heeft een verhouding met een graaf. Haar jaloerse echtgenoot wil het kasteel binnenstormen. De jonge herderin offert zich op en maakt hem wijs dat zij de minnares is van de graaf. Als gevolg daarvan wordt ze het huis uit geschopt en wil haar verloofde haar vermoorden.

## Rolverdeling
| Acteur           | Personage         |
| ---------------- | ----------------- |
| Albert Decœur    | Fauvel            |
| Paulette Noizeux | Hortense Fauvel   |
| Henry Roussel    | Graaf van Granval |
| Renée Sylvaire   | Aimée             |